# Chrysophyllum mexicanum
Caimitillo (Chrysophyllum mexicanum) es un árbol nativo de México que pertenece a la familia Sapotaceae, Puede llegar a medir hasta 15 m de altura, sus frutos son bayas con forma de plátanos. Se distribuye desde el sur de Tamaulipas hasta Quintana Roo, Oaxaca y Chiapas en el Pacífico. Habita en bosque tropical subcaducifolio y selvas altas perennifolias. Se aprovecha con fines alimenticios.  

## Clasificación y descripción
Árbol perennifolio, de unos (4) 6 a 8 (15) m de alto, tronco de hasta 30 cm de diámetro cerca de la base, fuste muy lago, ramas principales ascendentes, ramillas colgantes, copa irregular; corteza fisurada en placas alargadas, dispuestas irregularmente, con abundante exudado blanco, la corteza de color pardo morena.
Hojas, el pecíolo de 7 a 11(13) mm de largo, finamente pubescente; yema de 0.5 a 1 cm de largo, agudas, tometosas, desnudas. Hojas alternas simples, lámina foliar elíptica u obovada, de (4.5)6 a 9(13) cm de largo, de 2.5 a 5(6.5) cm de ancho, ápice obtuso o agudo, a veces truncado, cortamente acuminado, base cuneada, margen entero, nervación secundaria muy densa y paralela, conspicua en ambas caras, haz glabro, envés con pubescencia serícea, dorado-grisácea a ferrugínea, que frecuentemente, sobre todo en hojas jóvenes cubre la venación.
Inflorescencias de (4)8 a 30(50) flores, aglomeradas en las axilas de las hojas, pedicelos de 3 a 5(6) mm de largo, finamente adpreso-pubérulos, los pelos dorado-grisáceos a ferrugíneos; flores bisexuales; sépalos 5 o 6, orbiculares, de alrededor de 1.5 mm de largo, adpreso-pubescentes, los pelos dorados a ferrugíneos; corola cupuliforme, de color blanco-verdoso a blanco-amarillento, de 2 a 3 mm de largo, con 5 lóbulos ovados a triangulares, glabra; estambres 5, de 0.5 a 1 mm de largo, insertos en la base de los lóbulos de la corola, al final del tubo, anteras de (0.3)0.5 a 0.7 mm de largo, ovoides o lanceoladas, glabras; ovario anchamente ovoide, (4)5(6)-locular, con 1 óvulo en cada lóculo, adpreso-pubérulo en la base, estilo muy corto, glabro, diminutamente (4)5(6)-lobulado.
Los frutos son folículos agrupados que semejan un manojo de plátanos, son baya ovoide a elipsoide, de (0.8)1.2 a 1.5(1.7) cm de largo, anaranjado-verdoso, brillante, mesocarpo amarillento-rosado, olor y sabor dulces; semilla solitaria, más o menos elipsoide, de (0.8)1 a 1.3 cm de largo, testa lisa, café brillante, cicatriz ancha, basi-ventral, sin exceder la mitad del largo de la semilla, endospermo agrietado.

## Distribución y hábitat
Forma parte del bosque tropical subcaducifolio y selvas altas perennifolias en suelos bien drenados y profundos, hasta una altitud de 500 o 600 m. Se encuentra en México en los estados de Tamaulipas, San Luis Potosí, Querétaro, Hidalgo, Puebla, Veracruz, Oaxaca, Tabasco, Chiapas, Campeche, Yucatán y Quintana Roo;  Belice, Guatemala, El Salvador, Honduras y Nicaragua.

## Usos
Presenta un fruto comestible, maderable y medicinal.

## Nombres comunes
- Ojuela (Chiapas); Guineo de montaña, Xochinacaztli (Náhuatl); Flor de oreja (Veracruz); Guineíllo prieto (Oaxaca); Tan cu'uc (lacandón); Caimitillo, Caimito, Caimito cimarrón, Palo de muerto, Pisouabite, Pistillo.[2][1]
- Chi' keej, Chi'kéej, Chi-ceh, Chiceh, Chike, Chikehil, Nite' (Maya)
- Chijilté (Tseltal)